# 温世京
温世京，广东嘉应（今广东梅县）人，是一名清朝政治人物。
温世京曾于1868年接替赵元昂任金山县知县一职，1869年由汪祖绶接任。